# Aérodrome de Bakel
L'aérodrome de Bakel est situé dans l'Est du Sénégal, à Bakel.
Il est de taille modeste, il n'a pas de piste en dur ni de douane, mais fait l'objet d'inspections périodiques.

## Situation
| \| 50 km1:10 137 000 \| Saint-Louis · XLS Ziguinchor Dakar · DKR Dakar · DSS Kolda Cap Skirring Kédougou Tambacounda Linguère Kaolack |
| 50 km1:10 137 000 |